# Alan O'Connor
Pour les articles homonymes, voir O'Connor.

a Compétitions nationales et continentales officielles uniquement.

b Matchs officiels uniquement.
Dernière mise à jour le 28 décembre 2024.
Alan O'Connor, né le 10 septembre 1992 à Dublin (Irlande), est un joueur irlandais de rugby à XV jouant au poste de deuxième ligne à l'Ulster.
Son frère cadet, David O'Connor (en), est également un joueur professionnel de rugby à XV et joue notamment au Connacht.

## Biographie
Alan O'Connor naît à Dublin en Irlande. Il passe par le centre de formation du Leinster mais n'est pas conservé. Il est alors recruté par l'Ulster en 2012. C'est durant le Championnat du monde junior 2016 joué avec l'équipe d'Irlande des moins de 20 ans qu'il attire l'attention de l'Ulster.
En 2017-2018, il est nommé capitaine de l'équipe pour un match de Pro14 contre les Southern Kings.
Il fait sa centième apparition avec l'Ulster lors d'un match contre le Leinster en décembre 2019. À la fin de cette saison, il est titulaire dans la finale du Pro14 perdue par sa province contre le Leinster.
Alan O'Connor réalise une très bonne saison 2020-2021 et est élu meilleur joueur de l'Ulster de la saison. La saison d'après, il poursuit ses bonnes performances et réalise 195 plaquages en United Rugby Championship (ex-Pro14) avec une réussite de 97,5 %. Il remporte alors la distinction de Tackle Machine.
En octobre 2024, il joue son deux-centième match avec l'Ulster.